# 河野 (漫画家)
河野（こうの、1976年 - ）は、日本の漫画家、イラストレーター、同人作家。以前のペンネームはマサオ。

## 人物・略歴
本人のプロフィールによると絵描き歴は2003年の時点で5年程であった。イラストを描く前はMIDI音楽を制作していた。
インターネット上ではレトロゲーム、スタジオジブリ関連のコラネタ絵で有名であり、その数は1000を超える。
朝目新聞にもネタ絵を投稿していたが、活動の場をpixivへと移し、漫画『石田とあさくら』を発表。これが少年画報社の目に留まり、『ヤングキング』にて連載開始、漫画家デビューを果たす。同作は単行本化もされ、『月刊ヤングキング』でも連載された。2012年7月9日発売の15号にて連載終了となるも、2013年1月から3月にかけて、2分間の短編としてアニメ版が放映され、「月刊ヤングキング』2013年3月号から5月号にかけて、アニメ化記念として『石田とあさくら ヤング編』が掲載された。
2012年8月20日発売の『月刊ヤングキング』10月号から2013年3月号まで『忍びのオツトメ』を連載していた。
2013年5月グリー ゲームイラストコンテストsupported by Biz-IQに参加するも落選。
また同人作家として、同人サークル「少年のうた」で同人活動も行っていた。
自画像は額に星、頭に球体の付いた触角の生えた緑色の頭足人。アニメ『石田とあさくら』の最終話には、これと同じデザインのオリジナルキャラクター「おっぱい星人（声:四宮豪）」が登場した。

## 作品
- 石田とあさくら（『ヤングキング』、『月刊ヤングキング』） - 2011年12月-2012年7月
- 忍びのオツトメ（『月刊ヤングキング』） - 2012年10月-2013年3月
- 銘菓「玉衣」パッケージイラスト・デザイン - 2010年5月
- タカハ劇団 「ブスサーカス（劣等感が、私を狂わせる!!!）」フライヤーイラスト2012年2月
- 秘書コレクション カードイラスト